# Yusuke Nakatani
Yusuke Nakatani (født 22. september 1978) er en tidligere japansk fodboldspiller.
Han har spillet for flere forskellige klubber i sin karriere, herunder Nagoya Grampus Eight og Kyoto Sanga FC.